# Società Ginnastica di Torino
La Società Ginnastica di Torino era una delle più antiche squadre di calcio italiane.

## Storia
Era una sezione della Reale Società Ginnastica di Torino fondata il 17 marzo 1844 a Torino, allora capitale del Regno di Sardegna, dallo svizzero di Zurigo Rudolf Obermann (1812-1869), un ginnasta molto famoso all'epoca, chiamato in Italia appositamente da Carlo Alberto di Savoia allo scopo di insegnare la ginnastica agli allievi dell'Accademia Militare, e di costituire la prima società ginnica italiana, per "divulgare la pratica degli esercizi di ginnastica per temprare i giovani alle fatiche".
La squadra nacque come sezione dedicata al "giuoco del calcio" nel 1897 (tra gennaio ed ottobre), cosa che l'anno seguente le permise di partecipare al primo campionato di calcio. Sempre nel 1898, la compagine si classificò seconda nel Torneo FGNI di Torino.
In tal occasione, presieduta dal cavalier Bertoni, adottò una maglia blu con striscia rossa orizzontale, che successivamente diventò dapprima bianca con una banda orizzontale nera, poi ancora bianca con banda orizzontale granata.
Partecipò ai primi campionati di calcio italiani, con scarsi risultati, fino al 1902, anno in cui si iscrisse ma poi si ritirò in corso d'opera. Diede notizia di sé per l'ultima volta nella Terza Categoria nel 1906.

## Allenatori
Gustavo Falchero: 1897-1902